# Сайтієв Бувайсар Хамідович
Бувайсар (Бувайса) Хамідович Сайтієв (рос. Бувайсар Хамидович Сайтиев, 11 березня 1975, Хасав'юрт, Дагестан — 2 березня 2025) — російський борець вільного стилю чеченського походження, триразовий олімпійський чемпіон, шестиразовий чемпіон світу, шестиразовий чемпіон Європи. П'ять разів визнавався найкращим у світі борцем вільного стилю: у 1996, 1997, 1998, 2003 і 2005 роках. Заслужений майстер спорту Росії з вільної боротьби. 2010 включений до Всесвітньої Зали слави Міжнародної федерації об'єднаних стилів боротьби (FILA).

## Родина
Старший брат олімпійського чемпіона 2000 року та дворазового чемпіона світу з вільної боротьби Адама Сайтієва. На одному з турнірів Гран-прі «Іван Яригін» в Красноярську обидва брати боролись в одній ваговій категорії і обидва вийшли до фіналу, де за правилами мали боротися один проти одного. Але Буйвасар заявив, що чеченські традиції не допускають поєдинку братів на людях і що вони не збираються розважати публіку, подібно дресированим тваринам в цирку. Молодший брат його підтримав і фінал довелося скасувати.

## Біографія
Народився в місті Хасав'юрт (Дагестанська АРСР). Боротьбою почав займатися з 1985 року. Першими тренерами були Султан Гашимов, Мурад та Ісаак Ірбайханови. Після закінчення школи у віці 16 років переїхав до Красноярська, де почав тренуватися у Школі вищої спортивної майстерності імені Д. Г. Міндіашвілі (нині Академія боротьби) під керівництвом тренерів Дмитра Міндіашвілі, Георгія Бахтурідзе та Сергія Хачикяна. Вже через три роки Бувайсар Сайтієв успішно виступив на першості світу. У 1995 р вперше він став чемпіоном світу з вільної боротьби.
У 2001 році закінчив Махачкалінський державний інститут управління, бізнесу і права.
З 2005 року в Красноярську проводиться міжнародний (всеросійський) юнацький турнір з вільної боротьби на призи триразового чемпіона Олімпійських ігор Б. Х. Сайтієва. Разом з братом Адамом відкрив СДЮСШОР з вільної боротьби у Республіці Дагестан. Член виконкому Федерації спортивної боротьби Росії.
У 2012 році став довіреною особою кандидата у президенти РФ Володимира Путіна.
2015 року очолив Федерацію спортивної боротьби Чеченської Республіки.
У 2016—2021 роках — депутат Державної думи Російської Федерації VII скликання, член комітету з фізичної культури, спорту, туризму та справ молоді.

### Смерть
2 березня 2025 року Сайтієва, що лежав на землі, виявив двірник і викликав швидку допомогу. Двірник і консьєрж намагалися поговорити з Сайтієвим, але він не міг вимовити жодного слова і пояснити, що з ним сталося. За словами брата Сайтієва, Бувайсар міг випадково випасти з вікна своєї квартири на третьому поверсі, займаючись домашніми справами. Увечері 2 березня стало відомо, що Сайтієв помер в одній із московських лікарень, куди його привезли з переломами тазу, ребер та хребта. Спочатку лікарі припустили, що у потерпілого сталося отруєння. Борець також страждав на хворобу легень і для зняття болю приймав препарати з сильнодіючими речовинами.
У Чечні з 3 по 5 березня 2025 року було оголошено жалобу у зв'язку зі смертю Бувайсара Сайтієва.

## Виступи на міжнародних змаганнях

### Виступи на Олімпіадах
| Олімпіада    | Дисципліна | Місце  |
| ------------ | ---------- | ------ |
| Атланта 1996 | до 74 кг   | Золото |
| Сідней 2000  | до 74 кг   | 9      |
| Афіни 2004   | до 74 кг   | Золото |
| Пекін 2008   | до 74 кг   | Золото |

Участь в Олімпіаді 1996 року в Атланті, де 21-річний чеченець взяв своє перше олімпійське золото давалася Бувайсару дуже тяжко, через те, що він представляв російську команду, а чеченці в цей час відбивали атаки російської армії. За словами спортсмена, всі, кого він знав, воювали — «а я стояв там як дурень у своєму трико, бо знав — мій автомат не дуже допоможе в бою». Тому після фінального поєдинку Бувайсар присвятив свою перемогу чеченському народу, що опинився в біді, виступивши на російському телебаченні в прямому ефірі. «До того моменту я бачив Росію тільки через ствол танка. Це все, що я бачив від неї». Тим не менш, через 16 років він став одним з довірених осіб Путіна перед Президентськими виборами в Росії 2012 року.

### Виступи на Чемпіонатах світу
| Змагання                        | Збірна | Вагова категорія | Місце  |
| ------------------------------- | ------ | ---------------- | ------ |
| Чемпіонат світу з боротьби 1995 | Росія  | 74 кг            | Золото |
| Чемпіонат світу з боротьби 1997 | Росія  | 76 кг            | Золото |
| Чемпіонат світу з боротьби 1998 | Росія  | 76 кг            | Золото |
| Чемпіонат світу з боротьби 2001 | Росія  | 76 кг            | Золото |
| Чемпіонат світу з боротьби 2003 | Росія  | 74 кг            | Золото |
| Чемпіонат світу з боротьби 2005 | Росія  | 74 кг            | Золото |
| Чемпіонат світу з боротьби 2006 | Росія  | 74 кг            | 8      |

На першому для нього дорослому чемпіонаті світу 1995 року Бувайсар отримав травму коліна, але зміг дійти до фіналу, де йому протистояв чемпіон світу, німець Олександр Лайпольд. Перед фінальною зустріччю, лікар, роблячи Сайтієву знеболюючий укол, замість суглоба потрапив голкою в кістку. Від больового шоку Бувайсар знепритомнів. Прийшов до тями за 5 хвилин до виклику на килим, але зібрався і у впертій боротьбі відібрав у Лайпольда звання чемпіона світу.

### Виступи на Чемпіонатах Європи
| Змагання                         | Збірна | Вагова категорія | Місце  |
| -------------------------------- | ------ | ---------------- | ------ |
| Чемпіонат Європи з боротьби 1996 | Росія  | 74 кг            | Золото |
| Чемпіонат Європи з боротьби 1997 | Росія  | 76 кг            | Золото |
| Чемпіонат Європи з боротьби 1998 | Росія  | 85 кг            | Золото |
| Чемпіонат Європи з боротьби 2000 | Росія  | 76 кг            | Золото |
| Чемпіонат Європи з боротьби 2001 | Росія  | 76 кг            | Золото |
| Чемпіонат Європи з боротьби 2006 | Росія  | 74 кг            | Золото |

### Виступи на Кубках світу
| Змагання                    | Збірна | Вагова категорія | Місце  |
| --------------------------- | ------ | ---------------- | ------ |
| Кубок світу з боротьби 1994 | Росія  | 68 кг            | Бронза |

## Виступи на інших змаганнях
| Змагання                                | Збірна | Вагова категорія | Місце  |
| --------------------------------------- | ------ | ---------------- | ------ |
| Золотий Гран-прі з боротьби 1998        | Росія  | 76 кг            | Золото |
| Всесвітні ігри військовослужбовців 1999 | Росія  | 76 кг            | Золото |
| Vantaa Painicup 1999                    | Росія  | 76кг             | Золото |

## Державні нагороди та почесні звання
- Орден «За заслуги перед Вітчизною» IV-го ступеня
- Орден Пошани
- Орден Дружби
- Почесний знак «За заслуги у розвитку фізичної культури»
- У 2004 р нагороджений Національною спортивною премією «Слава» в номінації «За волю до перемоги»
- Почесний громадянин Красноярська